# Józef Bursa
Józef Bursa (ur. w XX wieku, zm. ?) – polski narciarz klasyczny, reprezentant Sokoła Zakopane, wicemistrz Polski w skokach z 1934.

## Przebieg kariery
11 lutego 1934 podczas Mistrzostw Polski w skokach 1934 zdobył srebrny medal, po skokach na 54 m i 58 m ustępując jedynie Bronisławowi Czechowi. W ogólnej klasyfikacji konkursu (po włączeniu zawodników zagranicznych) był czwarty.
2 kwietnia tamtego roku zajął drugą pozycję w krajowym konkursie skoków w Zakopanem.
W 1938 podczas zawodów sportów zimowych Słowiańskiego Sokolstwa w Wysokich Tatrach zajął 15. miejsce w biegu na 15 km, 7. miejsce w skokach i takie samo w kombinacji norweskiej. W biegu indywidualnym podczas marszu "Huculskim Szlakiem" odniósł zwycięstwo.
Zajął 28. miejsce w kombinacji norweskiej na zakopiańskich Mistrzostwach Świata 1939.

## Mistrzostwa Polski w skokach
Uwzględniono jedynie pozycje w czołówce
| Miejsce | Dzień     | Rok  | Miejscowość | Skocznia       | Punkt K | Konkurs | Skok 1 | Skok 2 | Nota      | Strata   | Zwycięzca       |
| ------- | --------- | ---- | ----------- | -------------- | ------- | ------- | ------ | ------ | --------- | -------- | --------------- |
| 2.      | 11 lutego | 1934 | Zakopane    | Wielka Krokiew | K-55    | ind.    | 54,0 m | 58,0 m | 185,5 pkt | 22,9 pkt | Bronisław Czech |